# Duft (Samerberg)

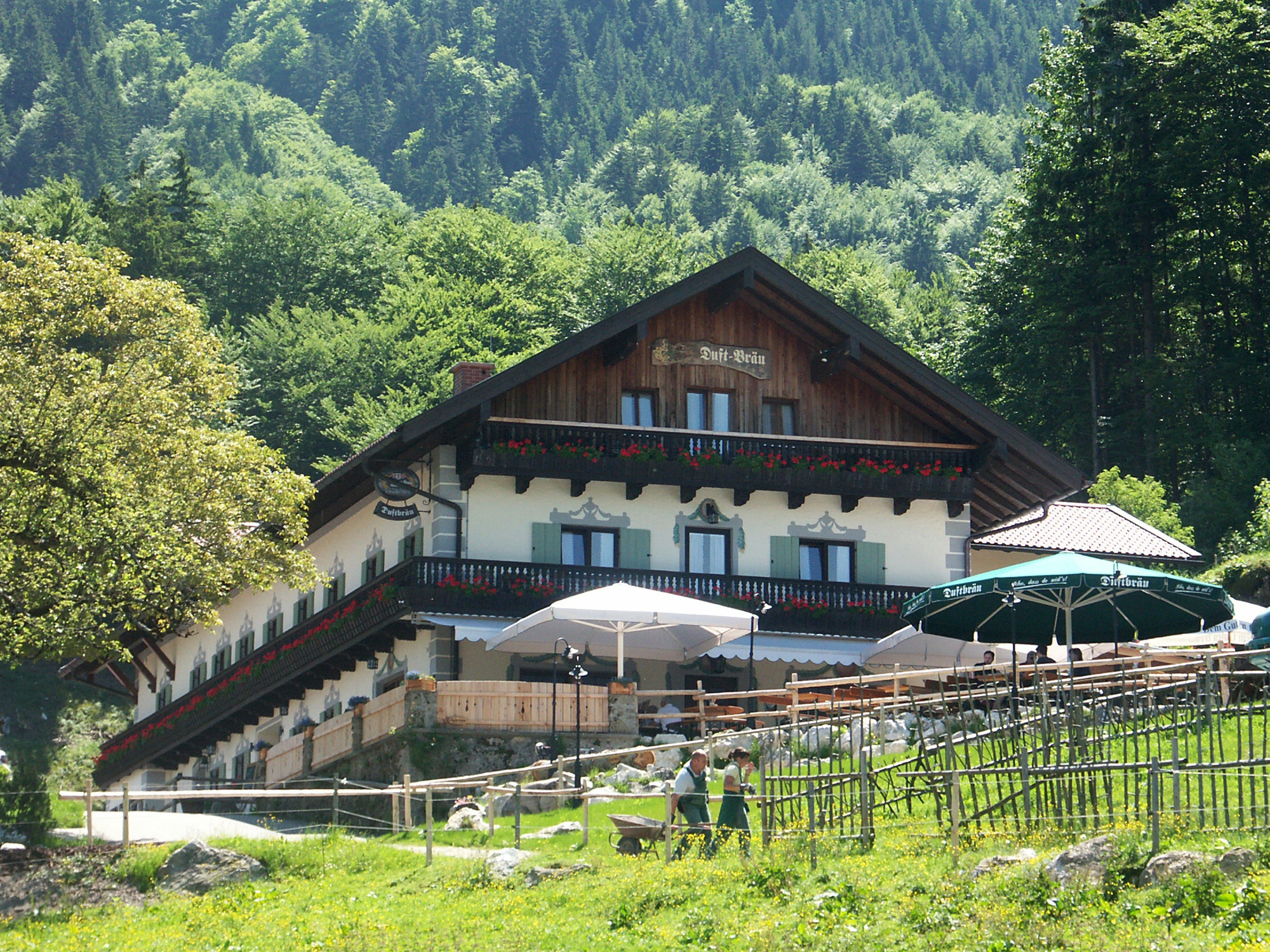
Duftbräu

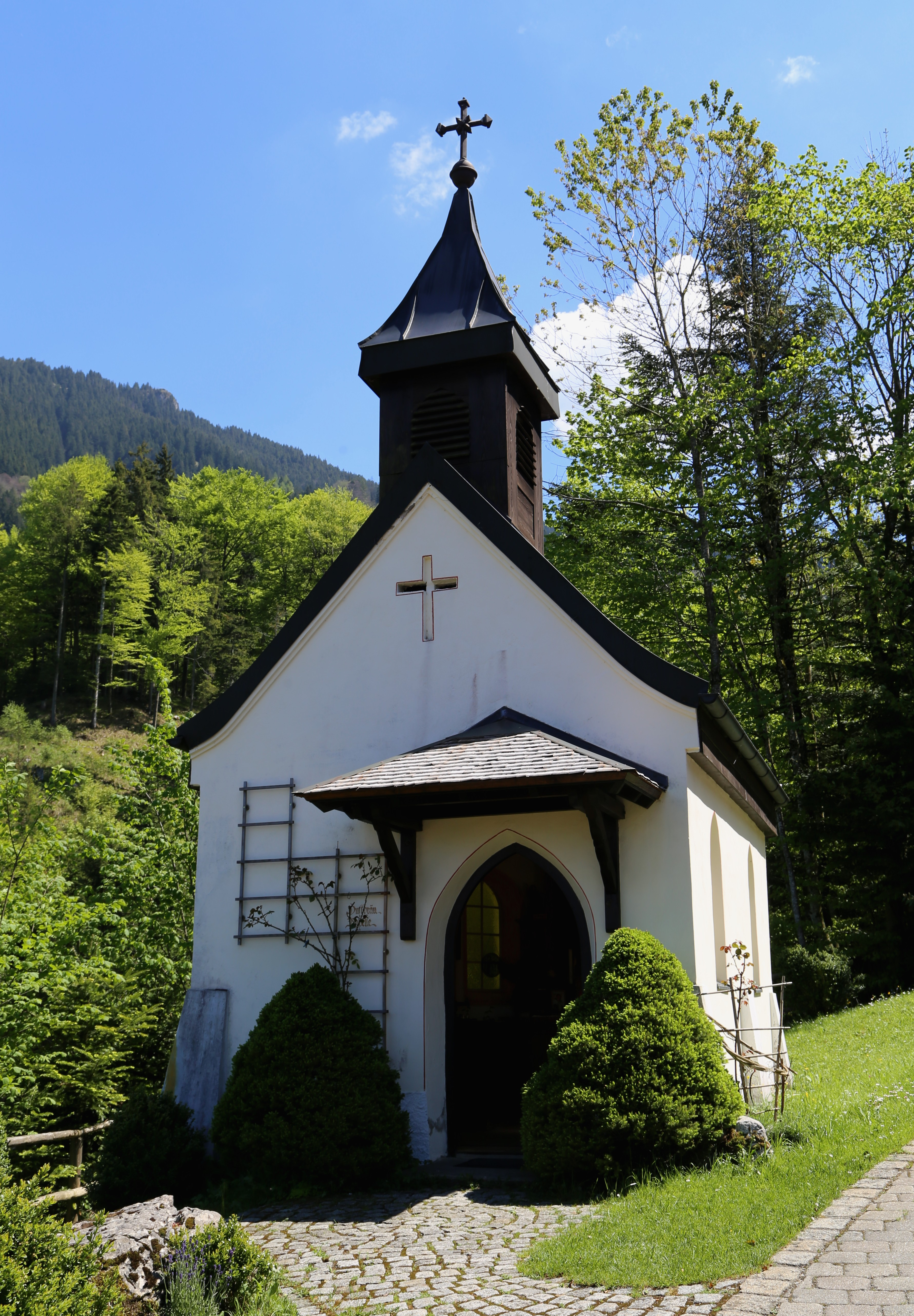
Duftbräukapelle

Duft ist ein Ortsteil der oberbayerischen Gemeinde Samerberg im Landkreis Rosenheim und besteht aus dem Einödhof Duftbräu.
Die Gründung des Hofes geht auf Holzarbeiter zurück, die ab dem Mittelalter die waldreichen Höhenzüge rund um den Samerberg zum Holzeinschlag erschlossen. Die zahlreichen Wasserläufe der Gegend dienten zur Trift in das Tal hinunter. In der Nähe eines Wasserfalls errichteten sie auf einer Höhe von 800 m ü. NN eine kleine Schutzhütte aus Tuffstein, woraus sich der bis heute verwendete Name ableitet. Um 1824 lebte in dem Einödhof eine dreiköpfige Familie.
Ab 1870 wurde in dem Anwesen Bier gebraut. Der Duftbräu war damit die höchstgelegene Brauerei im Deutschen Reich. Durch einen Brand wurde das Haus 1908 zerstört. Das Ehepaar Matthäus und Anna Wallner erwarb die Brandstätte und errichtete dort den heute noch vorhandenen und von der Familie betriebenen Gasthof. 1930 stifteten sie neben dem Gasthaus eine kleine Kapelle, die heute unter Denkmalschutz steht.